# Argyra beijingensis
Argyra beijingensis är en tvåvingeart som beskrevs av Wang och Yang 2004. Argyra beijingensis ingår i släktet Argyra och familjen styltflugor. Inga underarter finns listade i Catalogue of Life.